# Kútky
Kútky jsou přírodní rezervace jihovýchodně od obce Radějov v okrese Hodonín. Oblast spravuje AOPK ČR Správa CHKO Bílé Karpaty. Důvodem ochrany je zbytek luhových stepí a bělokarpatských luk s charakteristickou květenou a zvířenou.

## Kauza Radějovské obory
Přírodní rezervace Kútky leží v Radějovské oboře, jejíž velkou část v roce 2010 za podezřelých okolností získal od státního podniku Lesy České republiky podnikatel Leoš Novotný. Směnil ji za roztroušené kusy lesa z území Česka poté, co ji měl od roku 2003 od Lesů ČR v pronájmu. Během této doby choval v oboře téměř 3× více kusů daňků než měl povoleno a stáda poškozovala flóru rezervace (orchideje a další luční rostliny). Když byl Novotný v roce 2009 donucen stav zvěře zredukovat, rychle pozabíjel kolem osmi set kusů včetně březích samic. Po získání Radějovské obory do svého vlastnictví však Novotný přislíbil obnovit mokřady a vybudovat naučnou stezku.